# Sidnei Rechel da Silva Junior
Sidnei Rechel da Silva Junior (Alegrete, Río Grande del Sur, 23 de agosto de 1989), conocido deportivamente como Sidnei, es un futbolista brasileño. Juega como defensa en el Monsoon F. C.

## Trayectoria

### Internacional
Formado en las categorías básicas de Internacional de Porto Alegre, Sidnei ha tenido temporadas en distintas selecciones de la base. Se afirmó en la zaga del Internacional de Porto Alegre, en el partido final de la Recopa Sudamericana de 2007, contra el Pachuca mexicano.

### Benfica
En julio de 2008 se negoció con un grupo de inversiones portugués Gestifute el traspaso al S. L. Benfica, también se vendieron alrededor del 50% de los derechos económicos. En junio de 2009 el club lisboeta compró más del 20% de los derechos económicos de Sidnei, por 2 000 000 de euros.

### Beşiktaş
En 2011 cedió al jugador al Beşiktaş.

### España
En 2013 se marchó cedido al R. C. D. Espanyol, donde jugó entre liga y copa 18 partidos y marcó un gol.
El 1 de septiembre de 2014 se hizo oficial su cesión al Deportivo de La Coruña para la temporada 2014-15. Dos años después, se hace oficial su compra por parte del conjunto coruñés.
El 19 de julio de 2018 el Deportivo de La Coruña y el F. C. Krasnodar llegaron a un acuerdo para el traspaso del jugador al conjunto ruso. Sin embargo, dos días más tarde, el jugador y el que iba a ser su nuevo club no llegaron a un acuerdo y tuvo que volver al conjunto coruñés.
Finalmente, el 2 de agosto de 2018 se hizo oficial su fichaje por el Real Betis Balompié para las siguientes cuatro temporadas. A inicios de la temporada 2021-22 el club y él llegaron a un acuerdo para rescindir su contrato.

### Regreso a Brasil
En diciembre de 2021 se hizo oficial su vuelta al fútbol brasileño tras firmar con Cruzeiro E. C., pero tras el cambio de propiedad y los problemas económicos de la entidad, el acuerdo se había roto según medios brasileños, aunque finalmente se incorporó a la disciplina del club. Sin embargo, su estancia fue breve, ya que a los dos meses se marchó a Goiás E. C.

### Vuelta a España
El 7 de julio de 2022 regresó al fútbol español después de haber firmado con la U. D. Las Palmas. Ayudó al equipo a conseguir el ascenso a Primera División y al finalizar la temporada fichó por el Ceará S. C.

## Selección nacional
Debutó en la sub-20 de Brasil en el año 2007, siendo titular, pero en 2008 no pudo ganarse de nuevo la titularidad.
En 2019 logró la nacionalidad española, pudiendo ser seleccionado por el combinado nacional español al no haber jugado para la selección de Brasil absoluta.

## Estadísticas
Actualizado al último partido disputado el 9 de febrero de 2025.
| Club | Div.          | Temporada     | Liga  | Liga  | Estatal | Estatal | Copas nacionales(1) | Copas nacionales(1) | Copas internacionales(2) | Copas internacionales(2) | Total | Total |
| Club | Div.          | Temporada     | Part. | Goles | Part.   | Goles   | Part.               | Goles               | Part.                    | Goles                    | Part. | Goles |
| --- | ------------- | ------------- | ----- | ----- | ------- | ------- | ------------------- | ------------------- | ------------------------ | ------------------------ | ----- | ----- |
| S. C. Internacional · Brasil | 1.ª           | 2007          | 21    | 0     | 0       | 0       | 0                   | 0                   | 2                        | 0                        | 23    | 0     |
| S. C. Internacional · Brasil | 1.ª           | 2008          | 4     | 1     | 0       | 0       | 2                   | 1                   | 0                        | 0                        | 6     | 2     |
| S. C. Internacional · Brasil | Total club    | Total club    | 25    | 1     | 0       | 0       | 2                   | 1                   | 2                        | 0                        | 29    | 2     |
| S. L. Benfica Portugal | 1.ª           | 2008-09       | 24    | 3     | ―       | ―       | 5                   | 1                   | 6                        | 0                        | 35    | 4     |
| S. L. Benfica Portugal | 1.ª           | 2009-10       | 5     | 0     | ―       | ―       | 2                   | 0                   | 3                        | 0                        | 10    | 0     |
| S. L. Benfica Portugal | 1.ª           | 2010-11       | 16    | 3     | ―       | ―       | 8                   | 0                   | 4                        | 0                        | 28    | 3     |
| Beşiktaş J. K. Turquía | 1.ª           | 2011-12       | 10    | 2     | ―       | ―       | 1                   | 0                   | 1                        | 0                        | 12    | 2     |
| Beşiktaş J. K. Turquía | Total club    | Total club    | 10    | 2     | 0       | 0       | 1                   | 0                   | 1                        | 0                        | 12    | 2     |
| S. L. Benfica Portugal | 1.ª           | 2012-13       | 0     | 0     | ―       | ―       | 2                   | 0                   | 0                        | 0                        | 2     | 0     |
| S. L. Benfica Portugal | Total club    | Total club    | 45    | 6     | 0       | 0       | 17                  | 1                   | 13                       | 0                        | 75    | 7     |
| S. L. Benfica "B" Portugal | 2.ª           | 2012-13       | 21    | 0     | ―       | ―       | —                   | —                   | —                        | —                        | 21    | 0     |
| S. L. Benfica "B" Portugal | Total club    | Total club    | 21    | 0     | 0       | 0       | 0                   | 0                   | 0                        | 0                        | 21    | 0     |
| R. C. D. Espanyol · España | 1.ª           | 2013-14       | 12    | 0     | ―       | ―       | 6                   | 1                   | —                        | —                        | 18    | 1     |
| R. C. D. Espanyol · España | Total club    | Total club    | 12    | 0     | 0       | 0       | 6                   | 1                   | 0                        | 0                        | 18    | 1     |
| R. C. Deportivo de La Coruña · España | 1.ª           | 2014-15       | 32    | 0     | ―       | ―       | 0                   | 0                   | —                        | —                        | 32    | 0     |
| R. C. Deportivo de La Coruña · España | 1.ª           | 2015-16       | 33    | 0     | ―       | ―       | 0                   | 0                   | —                        | —                        | 33    | 0     |
| R. C. Deportivo de La Coruña · España | 1.ª           | 2016-17       | 29    | 1     | ―       | ―       | 3                   | 0                   | —                        | —                        | 32    | 1     |
| R. C. Deportivo de La Coruña · España | 1.ª           | 2017-18       | 21    | 1     | ―       | ―       | 1                   | 0                   | —                        | —                        | 22    | 1     |
| R. C. Deportivo de La Coruña · España | Total club    | Total club    | 115   | 2     | 0       | 0       | 4                   | 0                   | 0                        | 0                        | 119   | 2     |
| Real Betis Balompié · España | 1.ª           | 2018-19       | 24    | 1     | ―       | ―       | 3                   | 0                   | 7                        | 1                        | 34    | 2     |
| Real Betis Balompié · España | 1.ª           | 2019-20       | 14    | 1     | ―       | ―       | 1                   | 0                   | —                        | —                        | 15    | 1     |
| Real Betis Balompié · España | 1.ª           | 2020-21       | 11    | 0     | ―       | ―       | 4                   | 0                   | —                        | —                        | 15    | 0     |
| Real Betis Balompié · España | Total club    | Total club    | 49    | 2     | 0       | 0       | 8                   | 0                   | 7                        | 1                        | 64    | 3     |
| Cruzeiro E. C. · Brasil | 2.ª           | 2022          | ―     | ―     | 2       | 0       | ―                   | ―                   | ―                        | ―                        | 2     | 0     |
| Cruzeiro E. C. · Brasil | Total club    | Total club    | 0     | 0     | 2       | 0       | 0                   | 0                   | 0                        | 0                        | 2     | 0     |
| Goiás E. C. · Brasil | 1.ª           | 2022          | 4     | 0     | ―       | ―       | 1                   | 0                   | ―                        | ―                        | 5     | 0     |
| Goiás E. C. · Brasil | Total club    | Total club    | 4     | 0     | 0       | 0       | 1                   | 0                   | 0                        | 0                        | 5     | 0     |
| U. D. Las Palmas · España | 2.ª           | 2022-23       | 19    | 1     | ―       | ―       | 2                   | 0                   | ―                        | ―                        | 21    | 1     |
| U. D. Las Palmas · España | Total club    | Total club    | 19    | 1     | 0       | 0       | 2                   | 0                   | 0                        | 0                        | 21    | 1     |
| Ceará S. C. · Brasil | 2.ª           | 2023          | 2     | 0     | ―       | ―       | ―                   | ―                   | ―                        | ―                        | 2     | 0     |
| Ceará S. C. · Brasil | Total club    | Total club    | 2     | 0     | 0       | 0       | 0                   | 0                   | 0                        | 0                        | 2     | 0     |
| Monsoon F. C. · Brasil | Reg.          | 2025          | ―     | ―     | 1       | 0       | ―                   | ―                   | ―                        | ―                        | 1     | 0     |
| Monsoon F. C. · Brasil | Total club    | Total club    | 0     | 0     | 1       | 0       | 0                   | 0                   | 0                        | 0                        | 1     | 0     |
| Total carrera | Total carrera | Total carrera | 302   | 14    | 3       | 0       | 41                  | 3                   | 23                       | 1                        | 369   | 18    |
| (1) Incluye datos de la Copa de Brasil, Copa del Rey, la Copa de Portugal, la Copa de la Liga de Portugal, la Supercopa de Portugal y la Copa de Turquía. (2) Incluye datos de la Recopa Sudamericana y la Liga Europa de la UEFA. |               |               |       |       |         |         |                     |                     |                          |                          |       |       |

## Palmarés

### Títulos estatales
| Título            | Club                | País               | Año  |
| ----------------- | ------------------- | ------------------ | ---- |
| Campeonato Gaúcho | S. C. Internacional | Río Grande del Sur | 2008 |

### Títulos nacionales
| Título                | Club          | País     | Año     |
| --------------------- | ------------- | -------- | ------- |
| Copa de la Liga       | S. L. Benfica | Portugal | 2008-09 |
| Primeira Liga         | S. L. Benfica | Portugal | 2009-10 |
| Copa de la Liga       | S. L. Benfica | Portugal | 2009-10 |
| Copa de la Liga       | S. L. Benfica | Portugal | 2010-11 |
| Supercopa de Portugal | S. L. Benfica | Portugal | 2014    |

### Títulos internacionales
| Título              | Equipo              | Sede            | Año  |
| ------------------- | ------------------- | --------------- | ---- |
| Recopa Sudamericana | S. C. Internacional | América del Sur | 2007 |